# Euphyia auritacta
Euphyia auritacta är en fjärilsart som beskrevs av Paul Dognin 1906. Euphyia auritacta ingår i släktet Euphyia och familjen mätare. Inga underarter finns listade i Catalogue of Life.